# Din Daeng
Din Daeng  (thai: ดินแดง ; API : [dīn dɛ̄ːŋ]) ; litt. "Terre rouge") est l’un des 50 khets de Bangkok, Thaïlande.
Din Daeng est un quartier populaire de Bangkok long de près d'un kilomètre situé au centre de Bangkok. Il est constitué de logements sociaux de quatre étages décrit comme "fatigués" et qualifiés de "bidon ville vertical" dans un article du Monde. C'est le quartier de Bangkok le plus touché par la pollution sonore due au trafic routier.

## Histoire
Dans les années 1970, on a construit à Bangkok des barres d'immeubles équivalentes au HLM français pour reloger les habitants des bidonvilles.L'exemple le plus célèbre de cette politique de construction de logements sociaux, c'est Din Daeng

## Galerie

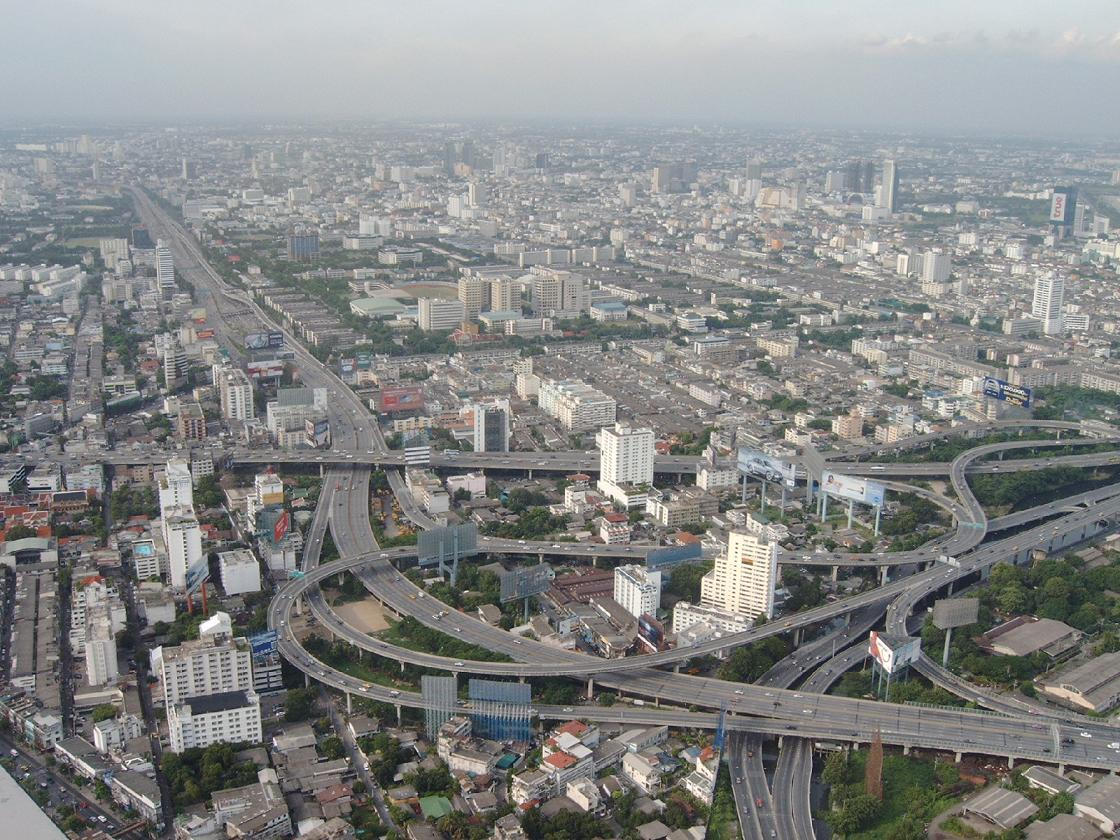
Quartier de Din Daeng vue du Baiyoke Sky Hotel
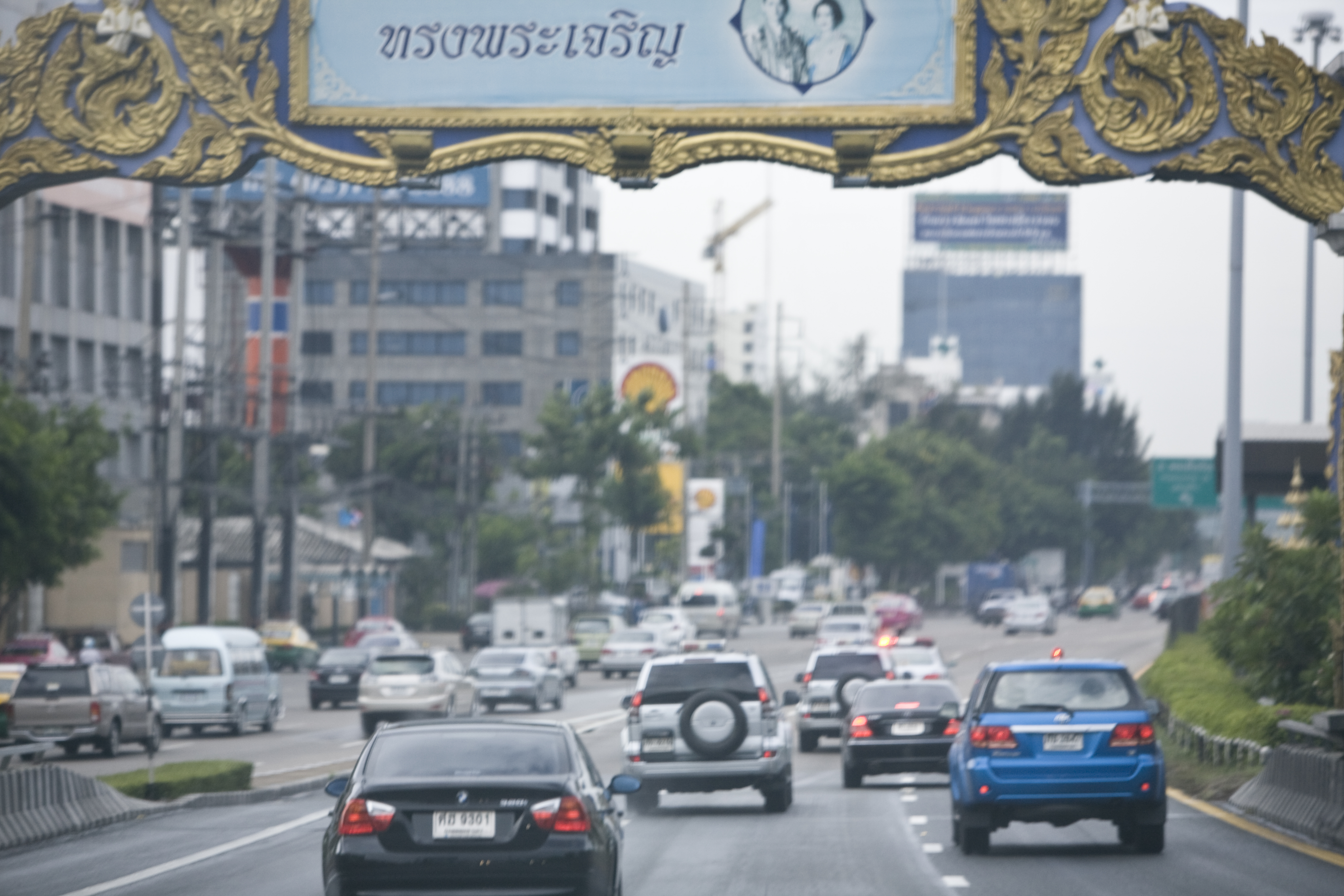
Entrée du quartier
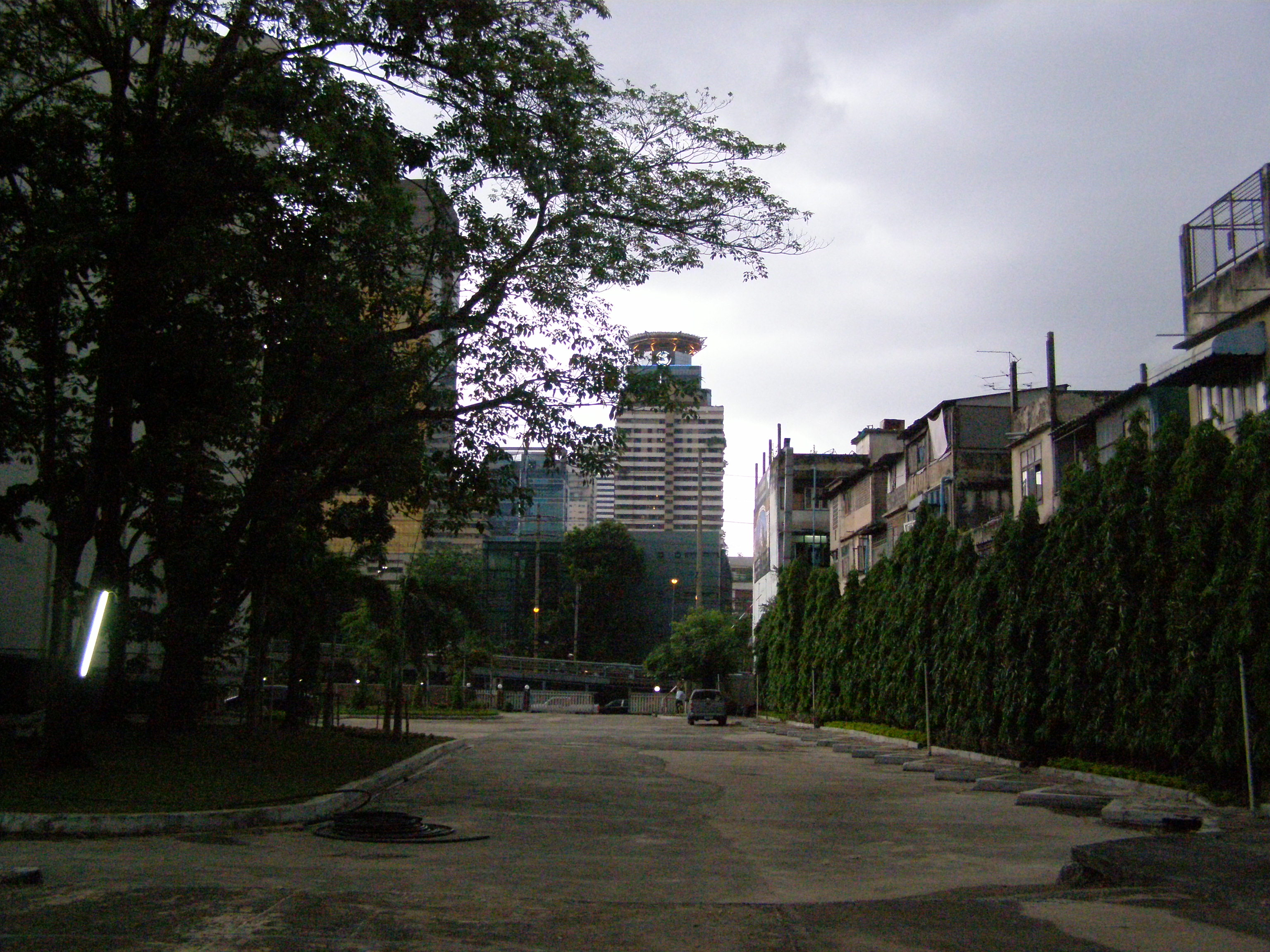
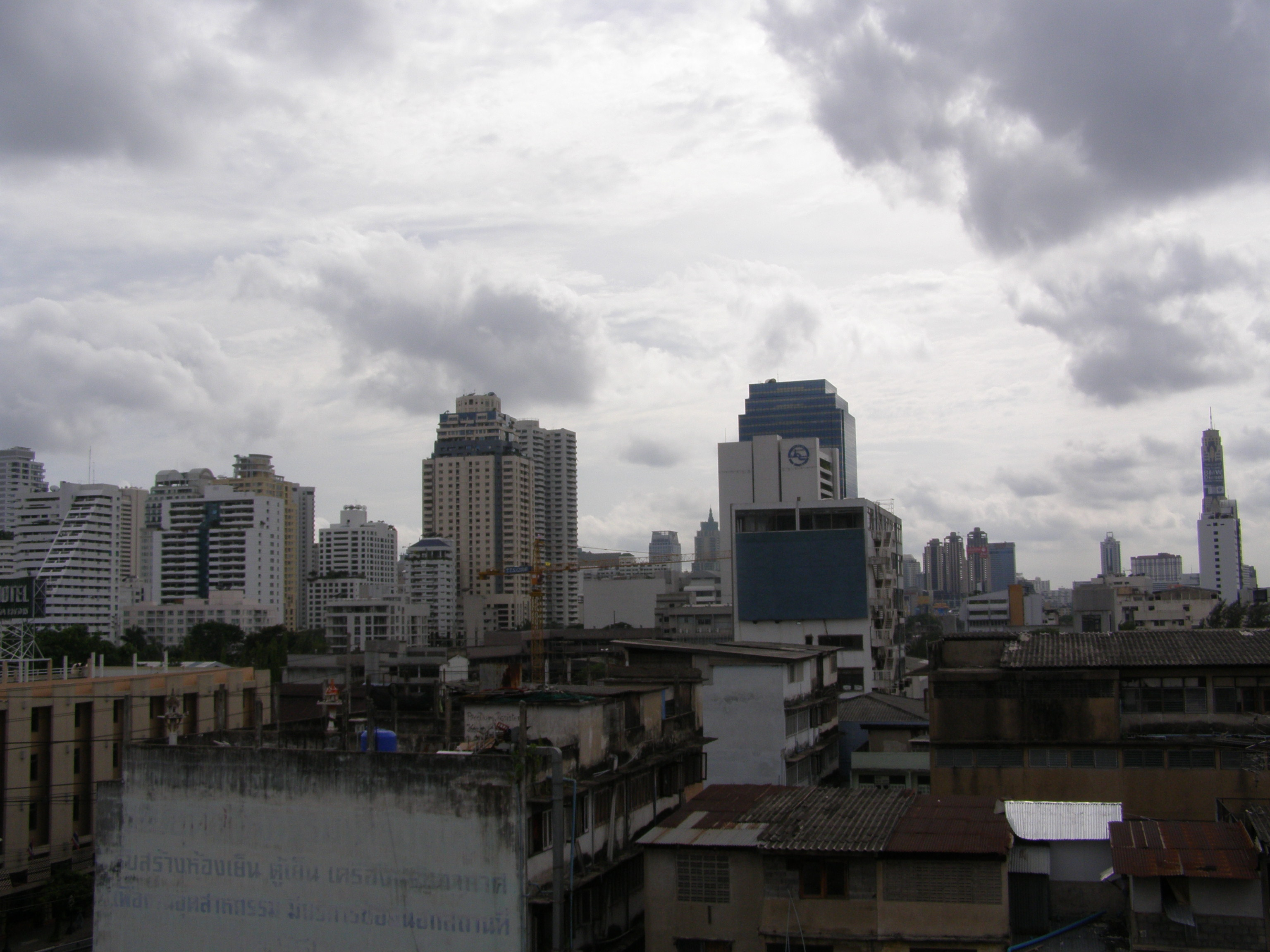
Des logements sociaux plus ou moins fatigués et vétustes
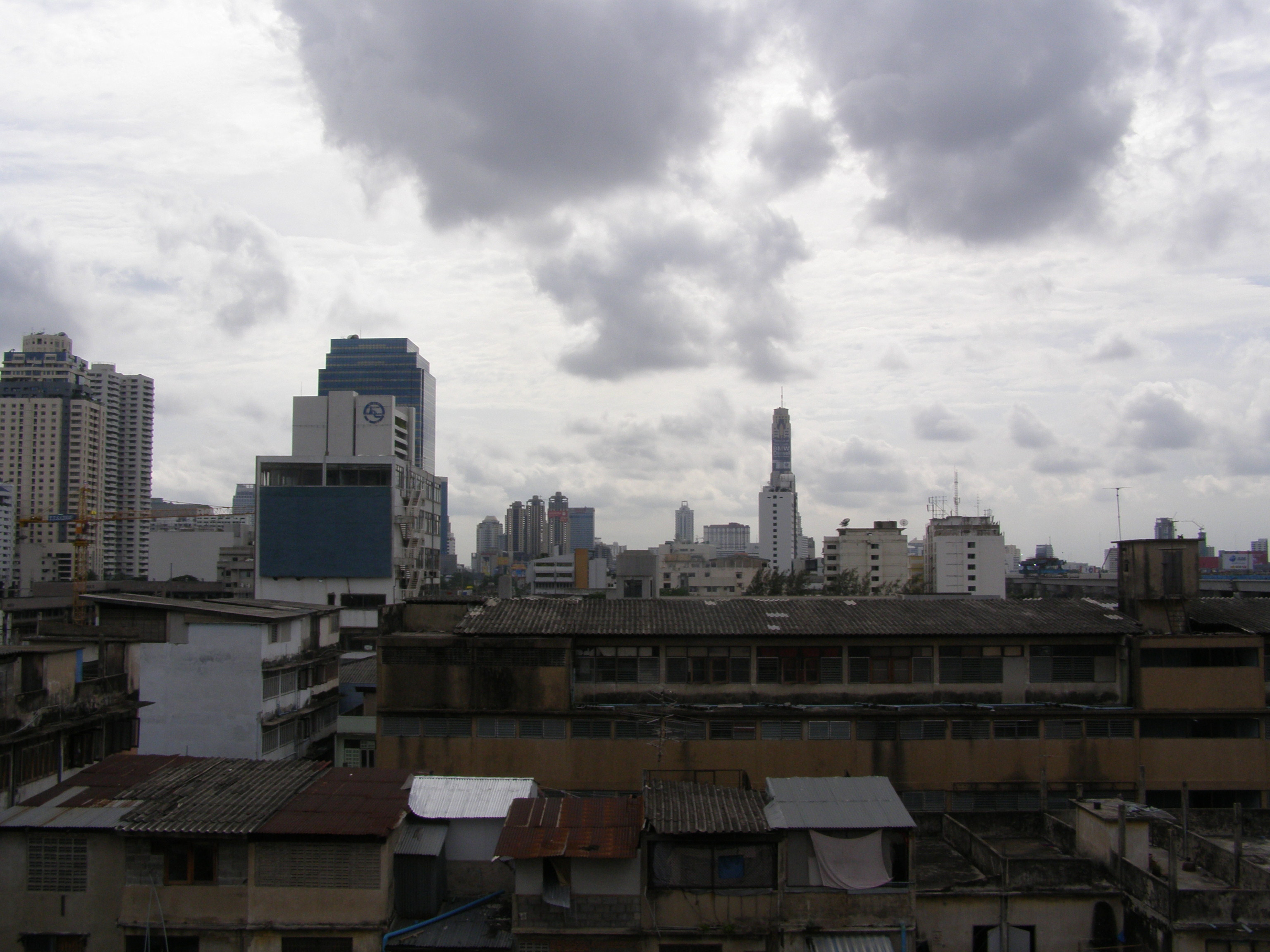